# Cortinarius hinnuloides
Cortinarius hinnuloides är en svampart som beskrevs av Rob. Henry 1941. Cortinarius hinnuloides ingår i släktet Cortinarius och familjen spindlingar.   Inga underarter finns listade i Catalogue of Life.